# Rhodochlora ustimargo
Rhodochlora ustimargo är en fjärilsart som beskrevs av W. Warren 1909. Rhodochlora ustimargo ingår i släktet Rhodochlora och familjen mätare. Inga underarter finns listade.